# Genichi Endo
Genichi Endo (født 9. september 1994) er en japansk fodboldspiller, som spiller for den japanske fodboldklub AC Nagano Parceiro.